# Chapelle du Palazzo Ruffo di Bagnara
Pour les articles homonymes, voir Bagnara.
La chapelle du Palazzo Ruffo di Bagnara est une chapelle du centre historique de Naples, donnant piazza Dante.

## Histoire et description
Cette chapelle fait partie du palazzo Ruffo di Bagnara construit en 1660, édifice majeur du baroque napolitain. Elle servait à l'origine comme lieu de prière pour la famille Ruffo. 
Le portail de piperno est précédé de quelques marches de la même matière; il est surmonté d'une ouverture avec deux petites cloches.
L'intérieur est également de style baroque. L'autel est surmonté d'un tableau de Francesco Solimena.

## Source de la traduction
- (it) Cet article est partiellement ou en totalité issu de l’article de Wikipédia en italien intitulé « Capella di Palazzo Ruffo di Bagnara » (voir la liste des auteurs).